# Prezident
Prezident (francouzsky président – předseda) je funkce, kterou se označuje vedoucí organizace, obchodní společnosti nebo státu. 
V republice označuje výraz prezident (prezident republiky) hlavu státu; může být volen nepřímo parlamentem či přímo obyvateli státu.  Prezident je nejrozšířenějším titulem hlav států.

## Hlava státu

### Prezident v prezidentské republice
Prezidentská republika je založena na oddělení státních mocí – soudní, výkonné i zákonodárné. Prezident je hlavou moci výkonné, většinou zároveň předsedou vlády. Je nezávislý na parlamentu, současně však nemá žádné pravomoci ve vztahu k parlamentu. Zpravidla je volen přímo či nepřímo občany státu, což mu poskytuje vysokou míru legitimity. 
Aby prezidentská republika zůstala stabilní a demokratická, vyžaduje, aby zbylé složky moci, tedy parlament (zákonodárná moc) a soudy (soudní moc) byly dostatečně nezávislé a silné, schopné čelit tlaku silného prezidenta.  
Nejznámějším příkladem prezidentské republiky jsou Spojené státy americké. Pod jejich vlivem se tento systém rozšířil napříč oběma americkými kontinenty, kde se můžeme setkat jak s republikami zcela demokratickými (Uruguay) tak i s tvrdými diktaturami (Venezuela).

### Prezident v parlamentní republice
V parlamentní republice je prezident reprezentantem a symbolem státu navenek. Jeho vnitrostátní pravomoci jsou omezené a často jen formální. Zdaleka nejdůležitější je pravomoc rozpustit parlament (většinou jen v ústavně stanovených případech) a vyhlásit nové parlamentní volby. Je volen většinou parlamentem, například v Česku a na Slovensku je ale volen přímo občany. Tento typ republiky je typický pro země střední a jihovýchodní Evropy.

### Prezident v poloprezidentské republice
Poloprezidentská republika má prvky obou předchozích systémů. Prezident je volen přímo a má i pravomoci ve vztahu k zákonodárné moci. Má právo veta k zákonům, může předkládat zákony parlamentu nebo přímo občanům formou referenda. Vzorem pro poloprezidentské republiky je ústavní systém Francie, převážně poloprezidentská je formálně i Ruská federace.

### Prezident v nedemokratických systémech
I v nedemokratických režimech bývá většinou hlavou státu prezident. Často je prezidentem sám diktátor. Často si svévolně (nebo formou referenda) prodlužuje svoje volební období nebo sám sebe jmenuje doživotním prezidentem. Prezidentské volby se buď nekonají vůbec, jsou zfalšované, nebo je v nich diktátor jediným kandidátem. Prezident v rukách drží veškerou moc. Příkladem takového režimu může být Bělorusko Alexandra Lukašenka.
Někdy je prezidentem jen nesamostatná figurka, která je plně v moci diktátora nebo vládnoucí strany. V tomto případě jsou jeho pravomoci prakticky nulové. Příkladem může být role Emila Háchy v Protektorátu.

### Ženy jako prezidentky
Úřad prezidenta, jako volené hlavy státu, zastávali na západě až do roku 1980 výhradně jen muži (nicméně v Argentině se po smrti manžela Juana Perona stala v roce 1974 na dva roky prezidentkou jeho třetí žena Isabela Perón, kterou Peron dosadil na post viceprezidentky země). První ženou v historii, která byla demokraticky zvolena do funkce prezidenta, se stala v roce 1980 Vigdís Finnbogadóttir na Islandu.

## Vedoucí organizace
Prezident může být i titul vedoucího organizace, firmy, společnosti, klubu, odborové organizace, univerzity nebo jiné skupiny. V mnoha organizacích je právně uznaný nejvyšší „titulovaný“ úředník, který stojí nad jednotlivými viceprezidenty (např. viceprezident a výkonný viceprezident). Vztah mezi prezidentem a generálním ředitelem se liší v závislosti na struktuře konkrétní organizace. Pravomoci prezidenta se značně liší mezi jednotlivými organizacemi. Tyto pravomoce jsou většinou dány zvláštními ustanoveními ve stanovách (například prezident může učinit „výkonná rozhodnutí“ pouze v případě, že mu to stanovy umožňují). V papežské kurii mají titul prezidenta osoby v čele papežských rad.